# سكاي فالي (جورجيا)
سكاي فالي (بالإنجليزية: Sky Valley, Georgia)‏ هي بلدة تقع في مقاطعة رابون بولاية جورجيا في الولايات المتحدة. تبلغ مساحتها 7.9 (كم²)، وترتفع عن سطح البحر 1005 م، بلغ عدد سكانها 272 نسمة في عام 2010 حسب إحصاء مكتب تعداد الولايات المتحدة وتصل الكثافة السكانية فيها 28 نسمة/كم2. منذ عام 1969، يقع في المدينة منتجع سكاي فالي (الآن معروف باسم نادي سكاي فالي الريفي) الذي يحوي على مسابح وملاعب تنس وغولف، فضلًا عن كونه موقع سابق لممارسة رياضة التزلج على المنحدرات الثلجية.

## وصلات خارجية
- The US50 - Cities and Towns in Georgia State
- Georgia Cities and Towns, Facts, Map, Flag, Colleges, Government, and More